# Jan Novák (básník)
Jan Novák (16. listopadu 1925 Rouchovany – 3. března 1980) byl český básník, vůdčí osobnost brněnské bohémy.
Charakterizoval se sám takto: Jan Novák, nar. 16.11.1935 (ubíral si 10 let kvůli přízni žen) v Rouchovanech, okr. Moravský Krumlov, kraj Brno. Absolvent fil. fak. UJEP v Brně, obor psychologie-filosofie odbor. větev. Po absolutoriu trestán – různá zaměstnání jako pomocný dělník. Autor mnoha her (poezie lyrická, sociální), pantomické hry – vědecké práce. Zakladatel souboru, časopisu, uměleckého klubu – herec, režisér – dosud nepublikoval. Nepochopením řazen mezi tzv. insitní umělce.
V dokumentárním filmu Pan Novák svoji výpověď uzavírá slovy:
„I v blázinci jsem byl, ba byl jsem i uvězněn: Né však proto, že bych byl bláznem nebo zločincem, ale proto abych všechno poznal! Vše jsem poznal a všemu jsem se vyučil. Všemu jsem se sám naučil. Nyní jsem básníkem a vědcem a tím už zůstanu.

## Brněnská bohéma a její guru
Jan Novák byl ústřední postavou brněnské bohémy v době jejího vrcholu, tj. v letech 1966–1973. Novákovo absolutno, nadsázka a mesiášství bylo pro někoho vítanou recesí, pro jiné byl život v uměleckém okruhu bohémy a Jana Nováka dokonalým únikem a fantastickým světem v jinak ponuré době. Bohéma bez Jana Nováka by neexistovala, protože Novák dokázal zaujmout a shromáždit lidi kolem sebe. Jan Novák své básně přednášel u Morového sloupu na Náměstí Svobody nebo na kašně na Zelném trhu, obklopen svými příznivci. Když se dostal do svého mesiášského modu, nebyl už tok myšlenek plynoucí mu z úst k zastavení. Jeho silnou stránkou byl přednes a performance, při kterých mohl uplatnit své charisma.
Auto zastavilo a z něj se vylezli dva policajti. „Legitimujte se!“ nařídil suše jeden z nich Novákovi. ,Je tu oznámení, že nepracujete a necháváte se pro to oslavovat!´
Pavel Řezníček, Hvězdy kvelbu

## Dílo Jana Nováka
Básně Jana Nováka lze rozdělit na poezii společenskou a reflexivní. Ve svých společenských básních „napravuje svět a lidstvo“, v reflexivních básních rozjímá nad sebou samým. Významným rysem jeho tvorby je zjevný narcismus a časté používání patetických klišé, jednoduchých metafor a přirovnání.
Písemná pozůstalost Jana Nováka byla po jeho smrti odevzdána do Památníku národního písemnictví v Praze. Přepisy díla má ve svém archívu Jiří Hynek Kocman (Brno, Vackova 64), dřívější člen brněnské bohémy.

### Názvy básnických sbírek a básní
Poesie 1959 (Říjnová revoluce, Vítání jara), (Říjnová revoluce, Vítání jara), Ireně (1964) 
(Důvěřuj mi, Miluji Tě), Na kašpárky (1966) (Bohém, Vlci), Písně lásky (1968) (Já miluji Tě, 
Tobě jen) Kázání na Bílé hoře (1968), Aničce (1966) (Způsobil, S Tebou), Básník (1969) (Není 
oblíben, Poesie), Filosofie (1969) (Já prosím Vás, Komunismus) Já: Jan Novák (Rovnost, 
Vietnam), Mesiáš (Jsem, Umění, Komunismus), Intimně intimní poesie.
O Tvých nohou zdál se mi sen (1963), Krásných paní milování (1966), Láska (není zdržovat svět) (1968), Jsi krásná (dívko jak pohádka) (1966), Buď stále šťastnou, Byli jsme spolu (Evičce) (1963), Tvůj panenský 
nádherný vlas (Martičce) (1972), Ilonce Fišerové k patnáctým narozeninám , Ilonka 
s Jituškou na návštěvě u nás, Ilonka s Jituškou v třešňovém háji, Dalas mi (Kvítek březový).
Je autorem spisů s názvy Školská reforma (1964), Kubánská revoluce (1962), Přátelé Sovětského svazu (1969), Říjnová revoluce (1967, 1968), Sovětským druhům (1969).
Je autorem poémy – detektivního příběhu o Komisaři Šidlovi. Pražský divadelní spolek Havranprkno sehrál v roce 2003 tuto "svěží poému o vítězství světového proletariátu, ztělesněného lidovým komisařem Šidlem, nad mezinárodní klakou kapitalistů, pánbíčkářů a gangsterů".